# سامي ساندرز
سامي ساندرز (بالإنجليزية: Sammy Sanders)‏ هو سائق سباق أمريكي، ولد في 17 يوليو 1967.